# Сухомлинов Рудольф Олегович
Рудо́льф Оле́гович Сухомли́нов (нар. 11 березня 1993, Київ) — український футболіст, захисник. Син футболіста Олега Сухомлинова.

## Біографія
Рудольф народився в Києві у футбольній родині. Його батько, Олег Сухомлинов, та рідний дядько, Владислав Сухомлинов, були професійними футболістами і грали, в тому числі, за «Динамо-3». Саме у дитячу школу «Динамо» батько і привів Рудольфа, коли тому виповнилося шість років.
Першими тренерами Рудольфа стали Віталій Хмельницький та Юрій Ястребинський. Крім них навчався і під керівництвом Євгена Рудакова. Як і всі футболісти-початківці, на перших порах кар'єри Сухомлинов встиг пограти на багатьох позиціях на полі, але при цьому більше тяжів до оборони, і з часом перекваліфікувався у крайнього захисника. У чемпіонаті ДЮФЛУ провів 69 матчів і забив 7 голів.
Відразу після закінчення динамівської академії, на відміну від своїх однолітків, Рудольфа було заявлено за «Динамо-2», що виступало в першій лізі. За два з половиною сезони у другій команді Сухомлинов зіграв у 25 матчах і заробив п'ять жовтих карток. Під час зимової перерви сезону 2012/13 Сухомлинов був переведений у молодіжну першість до команди Олександра Хацкевича. Там до кінця сезону в молодіжній першості взяв участь у чотирьох поєдинках, награвши загалом 184 хвилини, вигравши срібні нагороди першості молодіжних команд.
Улітку 2013 року разом з Олександром Хацкевичем повернувся до «Динамо-2», проте в новому сезоні не мав багато ігрової практики, провівши лише два матчі, виходячи на заміну, тому наприкінці серпня клуб надав футболісту статус вільного агента.
29 серпня 2013 року підписав однорічний контракт із «Миколаєвом», що виступав у Першій лізі. 27 жовтня розірвав контракт із «Миколаєвом» і отримав статус вільного агента. Після розірвання контракту з «Миколаєвом» залишився на півроку без футболу, оскільки мав 2 трансфери за півсезону.
Улітку отримав запрошення від «Десни», після проходження з командою літніх зборів підписав 1 серпня 2014 року однорічний контракт із командою Олександра Рябоконя. У команді виступав під 18 номером. 12 січня 2016 року стало відомо, що Рудольф покинув чернігівський клуб. А 17 січня того ж року було повідомлено, що Сухомлинов гратиме за ризький «Сконто». У березні покинув «Сконто» у зв'язку з тим, що клуб не отримав ліцензію на участь у Вищому дивізіоні чемпіонату Латвії. Повернувся до «Десни», з якою підписав контракт на 1,5 року.
Наприкінці серпня 2016 року на умовах оренди став гравцем грузинського клубу «Зугдіді». Наприкінці того ж року, після завершення терміну оренди, повернувся до «Десни».
26 лютого 2017 року дебютував за «Самтредія» у матчі за Суперкубок Грузії проти «Торпедо» з Кутаїсі. Матч закінчився 2-1 на користь «Самтредія». Вийшов на заміну на 75-й хвилині, таким чином завоював трофей. В команді грав під 15 номером.
На початку 2018 року Рудольф Сухомлинов повернувся в Україну, де став гравцем команди першої ліги «Волинь».
У липня 2023 року підписав контракт з професійним клубом «Локомотив» (Київ), який бере участь у матчах Другої ліги України з футболу сезону 2023/2024.

### Збірна
Із 2008 по 2011 рік виступав за юнацькі збірні України різних вікових категорій, був капітаном збірної України (U-17).

## Титули і досягнення
- Володар Суперкубка Грузії (1):

«Самтредія»: 2017